# Friedrich Ludwig Schröder
Friedrich Ludwig Schröder (Friedrich Ulrich Ludwig Schröder, Schwerin, 3 de novembro de 1744 - Hamburgo, 3 de setembro de 1816) foi um ator alemão, diretor teatral, dramaturgo e líder  maçônico proeminente.

## Biografia
Schröder nasceu em Schwerin. Pouco depois de seu nascimento, sua mãe, Sophie Charlotte Beer Reichel (1714-1792), separada do marido, e, juntando-se a uma companhia teatral, excursionou com sucesso na Polônia e na Rússia. Posteriormente ela se casou com Konrad Ernst Ackermann e apareceu com a sua companhia em muitas cidades alemãs e finalmente se estabeleceu em Hamburgo. Jovem Schröder mostrou cedo seu talento considerável, mas sua infância foi tão triste, devido aos maus tratos por parte de seu padrasto, que ele fugiu de casa e aprendeu o ofício de sapateiro.

Ele voltou à casa de seus pais, no entanto, em 1759, e tornou-se um ator. Em 1764, ele começou a fazer parte do corpo artístico do teatro Ackermann em Hamburgo, participando de peças principais de comédia; mas este logo trocou para os papéis trágicos em que ele se tornou famoso. Estes incluíram Hamlet, Rei Lear e Philip em  Schiller's Don Carlos.

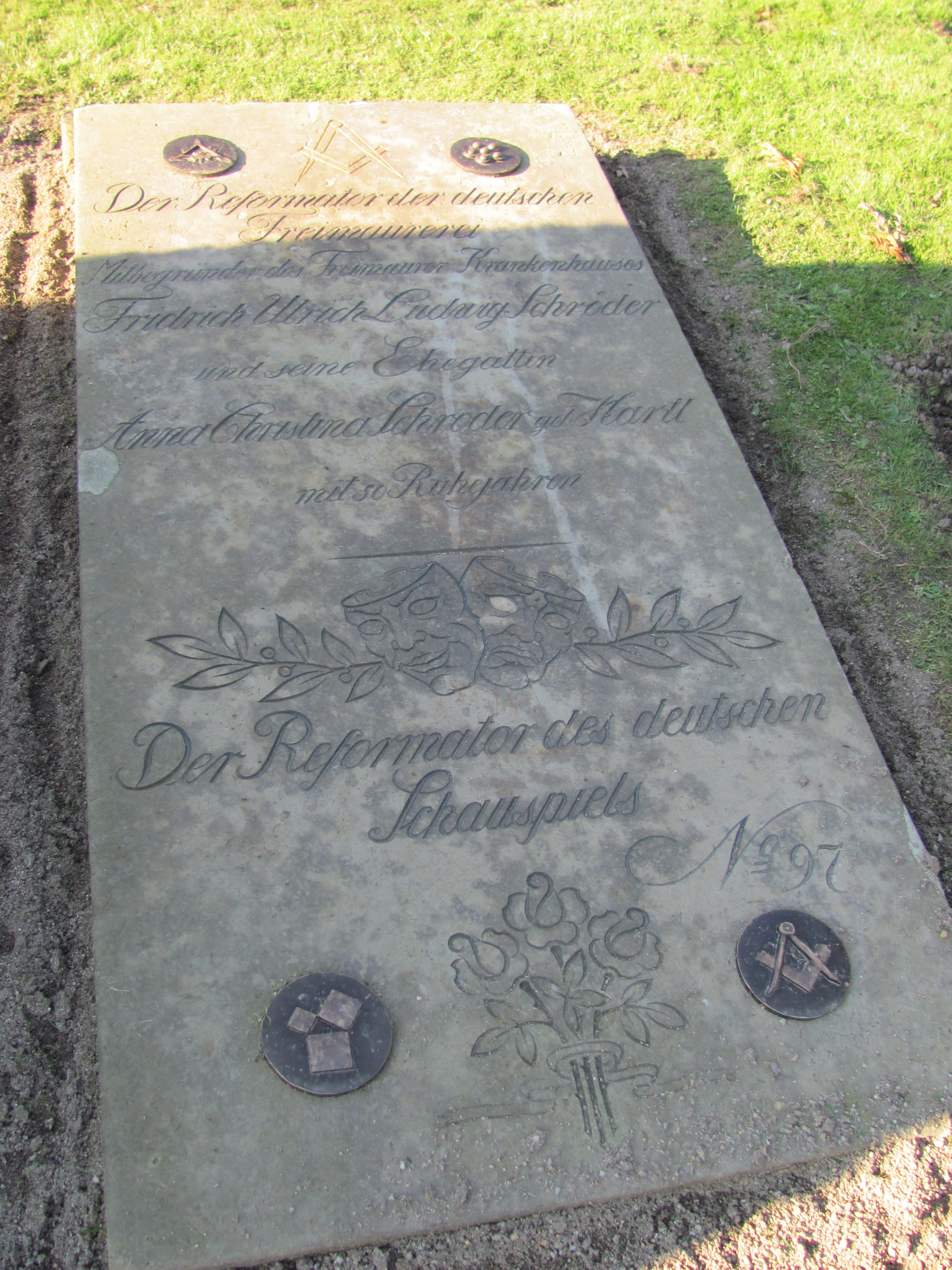
Lápide na sepultura de Schröder, cemitério Ohlsdorf.

Após a morte de Ackermann em 1771, Schröder e sua mãe assumiram a gestão do teatro de Hamburgo, e ele começou a escrever peças de teatro, em grande parte adaptações do inglês, tornando seu primeiro sucesso com a comédia Die Arglistige. Em 1780, deixou Hamburgo, e depois de um passeio com sua esposa, Anna Christina Hart, um ex-aluno, aceitou um compromisso, no Teatro da Corte de Viena. Em 1785, Schröder novamente assumiu a sua gestão em Hamburgo e conduziu o teatro com capacidade acentuada até sua aposentadoria em 1798. O teatro Hamburgo novamente caiu em decadência, o mestre foi mais uma vez convocado para auxiliar na sua reabilitação, e em 1811 ele voltou para o teatro, onde permaneceu por mais um ano. Ele morreu em 1816.

## Teatro
Como ator, Schröder foi o primeiro a afastar-se do estilo empolado de tragédias arcaicas; como um diretor teatral, ele elevou o padrão das peças apresentadas e contribuiu, com Abel Seyler, para a introdução de Shakespeare no palco alemão. De Schröder Dramatische Werke, com uma introdução de Tieck, foram publicados em quatro volumes (Berlim, 1831).

## Maçonaria

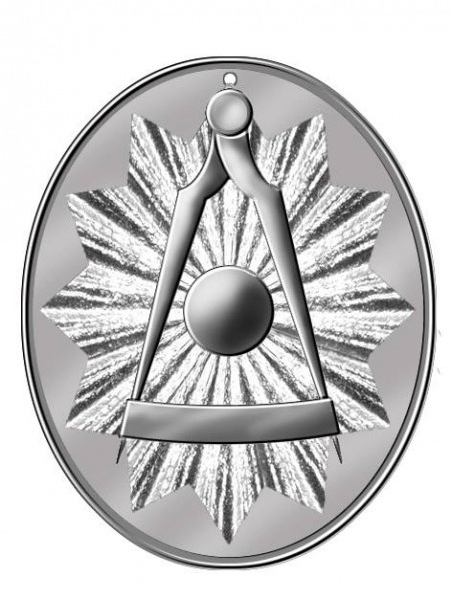
Jóia de Friedrich Ulrich Ludwig Schröder

Em 1795, o hospital maçónico foi aberto em Hamburgo por sua iniciativa. Como Maçom foi um dos reformadores da Maçonaria Alemã, ele co-fundou o 'Engbundes' uma escola de rituais maçonicos. Como autodidata ele coletou materiais sobre a história da Maçonaria desde a sua origem até 1723, que ele publicou em 1815. Com base nestes estudos, ele criou um ritual alemão para os três graus, chamado de método de ensino alemão Schrodinger, ainda em uso, sua pratica é de uma clareza simples e dinâmica, bem como um compromisso com a "ideia de republicanismo distinto". Em Berlim o pesquisador maçónico Ignaz Aurelius Fessler estava trabalhando em uma reforma semelhante, mas este trilhou seu próprio caminho.

## Obras
- O primo em Lisboa (1784)
- Leis de teatro (1787)
- Materiais para a história da Maçonaria desde a sua origem até 1723 (1815)